# توشیرو ساکای
 توشیرو ساکای (انگلیسی: Toshiro Sakai؛ زاده ۲۳ نوامبر ۱۹۴۷) یک تنیس‌باز اهل ژاپن است.